# 8538 Gammelmaja
8538 Gammelmaja eller 1993 FR26 är en asteroid i huvudbältet som upptäcktes den 21 mars 1993 av den svenske astronomen Claes-Ingvar Lagerkvist vid La Silla-observatoriet i Chile. Den är uppkallad efter den fiktiva karaktären Gammelmaja skapad av Gösta Knutsson.
Asteroiden har en diameter på ungefär 12 kilometer och den tillhör asteroidgruppen Eos.